# Gunn Marit Helgesen

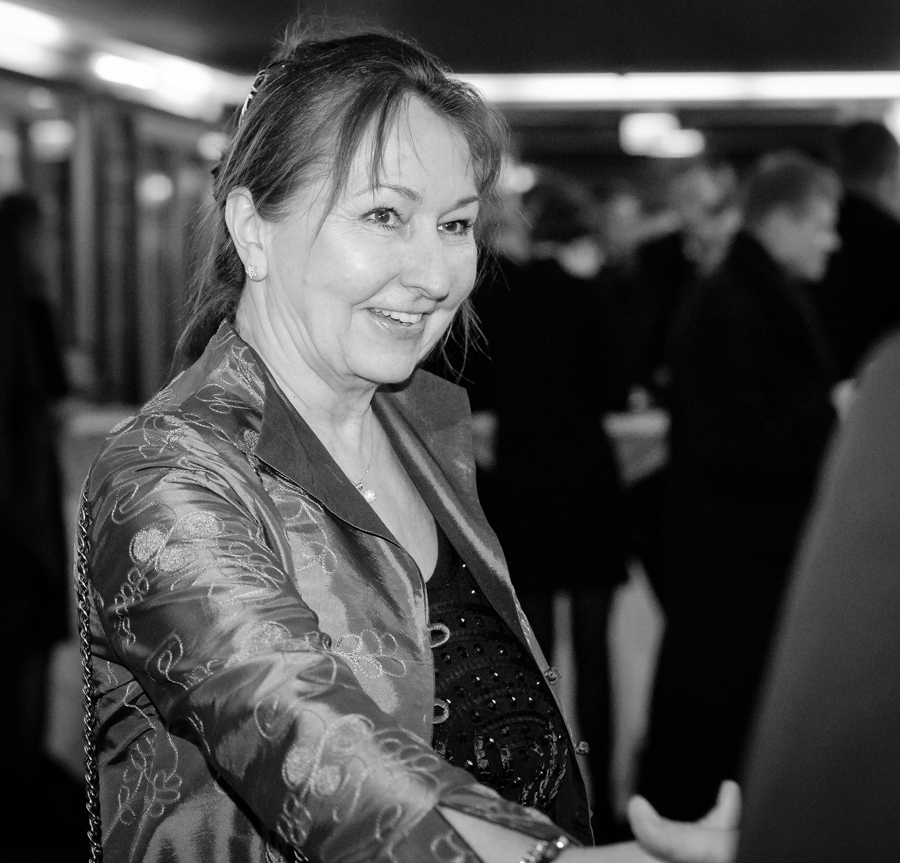

Gunn Marit Helgesen (nacida el 30 de octubre de 1958) es una política noruega, militante del Høyre y gobernadora de la provincia de Telemark.
Helgesen ejerció como representante adjunto del Parlamento de Noruega durante los periodos 1993–1997, 1997–2001, 2001–2005, 2005–2009 y 2009–2013. En total asistió durante 68 días de sesión parlamentaria. De 1995 a 2003 fue diputada de la provincia de Telemark, y desde 2003 ha sido alcaldesa de esta. Después de las elecciones locales en 2011, la alianza local de centroderecha fue disuelta, y Terje Riis-Johansen pasó a ser alcalde del condado de una nueva coalición de centroizquierda. Fue sucesora de Halvdan Skard en diciembre de 2013 como presidenta de la Asociación Noruega de Autoridades Locales y Regionales.
Es también presidenta de la Comisión del Mar Norte. Y un miembro de la junta de Kommunal Landspensjonskasse.